# Ford Racing 2
Ford Racing 2 es un videojuego de carreras de 2003  desarrollado por Razorworks y publicado por Empire Interactive y Gotham Games. El juego fue lanzado para la Windows (PC), PlayStation 2 (PS2), y Xbox. Es la secuela de Ford Racing (2000), y es el segundo juego en la serie Ford Racing.

## Jugabilidad
Ford Racing 2 tiene dos modos de juego: el Ford Challenge y  el Ford Collection. El Ford Challenge contiene aproximadamente 30 desafíos para el jugador, Incluyendo carreras cara a cara y carreras de tiempo limitado. El Ford Collection permite al jugador crear desafíos personalizados. El jugador progresa hasta el Ford Challenge ganando carreras, que también desbloquea nuevos ítems y locaciones por el Ford Collection.
El juego incluye 30 vehículos de Ford del pasado y presente, así como concept cars. Las pistas de carreras incluyen estadios, así como ambientes jungla y desierto. El juego incluye una opción multijugador, y la versión de Xbox soporta el uso de soundtracks personalizados.

## Recepción
| Críticas Publicación Calificación PS2 Xbox PC GameSpot 6.8/10 5.5/10 IGN 4.9/10 4.9/10 Official PlayStation Magazine (EEUU) 50 Official Xbox Magazine 5.8/10 Official Xbox Magazine RU 6.4/10 PC Gamer EEUU 69/100 TeamXbox 7/10 X-Play Xbox Nation Magazine 50 Puntuaciones de reseñas GameRankings 62% 61% Metacritic 51/100 62/100 |              |               |              |
| Críticas |              |               |              |
| Publicación | Calificación | Calificación  | Calificación |
| Publicación | PS2          | Xbox          | PC           |
| GameSpot |              | 6.8/10        | 5.5/10       |
| IGN | 4.9/10       | 4.9/10        |              |
| Official PlayStation Magazine (EEUU) | 50           |               |              |
| Official Xbox Magazine |              | 5.8/10        |              |
| Official Xbox Magazine RU |              | 6.4/10        |              |
| PC Gamer EEUU |              |               | 69/100       |
| TeamXbox |              | 7/10          |              |
| X-Play |              | 3/5 estrellas |              |
| Xbox Nation Magazine |              | 50            |              |
| |              |               |              |
| Puntuaciones de reseñas |              |               |              |
| GameRankings | 62%          |               | 61%          |
| Metacritic | 51/100       | 62/100        |              |